# Nati nel 1921/Maggio
| Questa pagina contiene informazioni ricavate automaticamente dalle voci biografiche con l'ausilio del template Bio e di un bot. L'aggiornamento è periodico e automatico e ricostruisce completamente la pagina. Se manca una persona in questa lista, sei pregato di non aggiungerla, ma accertati piuttosto che la sua voce biografica contenga il template Bio e che i dati anagrafici siano correttamente compilati. Se il template Bio manca, inseriscilo tu stesso o, in alternativa, metti l'avviso {{tmp\|Bio}} che ne segnala la mancanza. Se i dati riportati sono sbagliati, correggi direttamente la voce biografica; le modifiche saranno visibili in questa lista entro pochi giorni. Per chiarimenti vedi il progetto biografie. La lista contiene solo le 157 persone che sono citate nell'enciclopedia e per le quali è stato implementato correttamente il template Bio. Pagina aggiornata al 10 ago 2025. |

- 1º maggio - Gilbert Durand, antropologo e saggista francese († 2012)
- 1º maggio - Elisabetta Gallo, politica italiana († 2014)
- 1º maggio - Rosalia Maggio, attrice italiana († 1995)
- 1º maggio - Henri Massal, ciclista su strada francese († 2009)
- 1º maggio - László Molnár, militare e aviatore ungherese († 1944)
- 2 maggio - Roger Boussinot, scrittore, critico cinematografico e regista francese († 2001)
- 2 maggio - Satyajit Ray, regista, sceneggiatore e compositore indiano († 1992)
- 2 maggio - Walter Rudin, matematico statunitense († 2010)
- 3 maggio - Jack Dwan, cestista statunitense († 1993)
- 3 maggio - Vasco Gonçalves, politico e generale portoghese († 2005)
- 3 maggio - Sugar Ray Robinson, pugile statunitense († 1989)
- 3 maggio - Fiorenzo Serra, regista italiano († 2005)
- 3 maggio - Ion Vulescu, cestista rumeno († 1995)
- 4 maggio - Antonio Bellucco, calciatore italiano († 1993)
- 4 maggio - Harry Daghlian, fisico statunitense († 1945)
- 4 maggio - Enrico Serra, partigiano italiano († 1945)
- 4 maggio - Gino Vasirani, calciatore italiano († 2010)
- 5 maggio - Mavis Lever, crittografa britannica († 2013)
- 5 maggio - Bruno Genti, calciatore italiano
- 5 maggio - Hong Dook-jong, allenatore di calcio, calciatore e arbitro di calcio sudcoreano († 2005)
- 5 maggio - Josef Kates, ingegnere austriaco († 2018)
- 5 maggio - Franjo Rupnik, calciatore jugoslavo († 2000)
- 5 maggio - Arthur Schawlow, fisico statunitense († 1999)
- 6 maggio - Ugo Calise, cantante, compositore e chitarrista italiano († 1994)
- 6 maggio - Gianfranco Chiti, generale e presbitero italiano († 2004)
- 6 maggio - Erich Fried, poeta austriaco († 1988)
- 6 maggio - Dick Loggere, hockeista su prato olandese († 2014)
- 6 maggio - Giuseppe Rossi, militare italiano († 1943)
- 7 maggio - Pierfranco Bonetti, partigiano italiano († 1944)
- 7 maggio - Asa Briggs, storico britannico († 2016)
- 7 maggio - Roberto Crippa, pittore, scultore e aviatore italiano († 1972)
- 7 maggio - Gale Robbins, attrice e cantante statunitense († 1980)
- 7 maggio - Gaston Rébuffat, alpinista francese († 1985)
- 8 maggio - Alberto Ghirardi, ciclista su strada italiano († 1987)
- 8 maggio - Dino Menichini, scrittore e giornalista italiano († 1978)
- 9 maggio - Paul Barth, schermidore svizzero († 1974)
- 9 maggio - Daniel Berrigan, gesuita, attivista e scrittore statunitense († 2016)
- 9 maggio - Theodor Brinek, allenatore di calcio e calciatore austriaco († 2000)
- 9 maggio - Mary Curtis Verna, soprano statunitense († 2009)
- 9 maggio - Luigi Di Paolantonio, politico italiano († 1976)
- 9 maggio - Mario Fantin, alpinista e regista italiano († 1980)
- 9 maggio - Roberto Malaroda, geologo e paleontologo italiano († 2008)
- 9 maggio - Sophie Scholl, attivista tedesca († 1943)
- 9 maggio - Mona Van Duyn, poetessa statunitense († 2004)
- 9 maggio - František Vysocký, calciatore slovacco († 1986)
- 10 maggio - Yolanda Eminescu, avvocata, giornalista e giurista rumena († 1998)
- 10 maggio - Fabio Fiorelli, politico italiano († 1988)
- 10 maggio - Altamante Logli, poeta italiano († 2007)
- 10 maggio - Cesare Pagani, arcivescovo cattolico italiano († 1988)
- 11 maggio - Geoff Crossley, pilota automobilistico britannico († 2002)
- 11 maggio - Riccardo Dalla Torre, calciatore e allenatore di calcio italiano († 1982)
- 11 maggio - Lino Vitale, politico italiano († 1996)
- 11 maggio - Eugenio Zordan, calciatore italiano († 1990)
- 12 maggio - Warren Ajax, cestista statunitense († 2004)
- 12 maggio - Giovanni Benelli, cardinale e arcivescovo cattolico italiano († 1982)
- 12 maggio - Joseph Beuys, pittore, scultore e performance artist tedesco († 1986)
- 12 maggio - Salvatore Camilleri, scrittore, poeta e traduttore italiano († 2021)
- 12 maggio - Miloš Hájek, storico e politico ceco († 2016)
- 12 maggio - Farley Mowat, etologo e scrittore canadese († 2014)
- 12 maggio - Svatopluk Schäfer, calciatore cecoslovacco († 1996)
- 13 maggio - Luigi Grande, scrittore e magistrato italiano († 1995)
- 13 maggio - Sabri Koçi, albanese († 2004)
- 13 maggio - Alceo Moretti, pubblicitario, giornalista e politico italiano († 2012)
- 13 maggio - Mario Puricelli, calciatore italiano
- 14 maggio - Ely do Amparo, calciatore brasiliano († 1991)
- 14 maggio - Richard Deacon, attore statunitense († 1984)
- 14 maggio - Maria Michi, attrice italiana († 1980)
- 15 maggio - Karl Barufka, calciatore tedesco († 1999)
- 15 maggio - Enzo Forcella, scrittore, giornalista e storico italiano († 1999)
- 15 maggio - Giorgio Franceschini, politico, storico e avvocato italiano († 2012)
- 15 maggio - Giano Pattini, calciatore e allenatore di calcio italiano († 2006)
- 15 maggio - Sia'osi Tu'ihala Alipate Tupou, II barone Vaea, politico tongano († 2009)
- 15 maggio - Čestmír Vycpálek, allenatore di calcio e calciatore cecoslovacco († 2002)
- 16 maggio - Dominique Barthélemy, presbitero francese († 2002)
- 16 maggio - Ettore Bernabei, giornalista, dirigente d'azienda e produttore televisivo italiano († 2016)
- 16 maggio - Harry Carey Jr., attore statunitense († 2012)
- 16 maggio - Winnie Markus, attrice cecoslovacca († 2002)
- 16 maggio - Salvatore Miceli, politico italiano († 2006)
- 16 maggio - Cinzio Violante, storico italiano († 2001)
- 17 maggio - Dennis Brain, cornista britannico († 1957)
- 17 maggio - Bob Merrill, compositore statunitense († 1998)
- 17 maggio - Moustapha Safouan, scrittore, psicanalista e traduttore egiziano († 2020)
- 18 maggio - Marco Baccalini, politico italiano († 2005)
- 18 maggio - Patrick Dennis, scrittore statunitense († 1976)
- 18 maggio - Mario Pochetti, politico e sindacalista italiano († 1990)
- 18 maggio - Fred Rehm, cestista statunitense († 2012)
- 18 maggio - Giuseppe Sinesio, politico italiano († 2002)
- 19 maggio - Daniel Gélin, attore francese († 2002)
- 19 maggio - Karel Kopecký, calciatore cecoslovacco († 1977)
- 20 maggio - Pierino Beretta, partigiano italiano († 1944)
- 20 maggio - Wolfgang Borchert, scrittore tedesco († 1947)
- 20 maggio - Aldo Gordini, pilota automobilistico francese († 1995)
- 20 maggio - Hal Newhouser, giocatore di baseball statunitense († 1998)
- 20 maggio - Francesco Panitteri, magistrato e militare italiano († 1990)
- 20 maggio - Gerardo Sangiorgio, poeta e saggista italiano († 1993)
- 20 maggio - Wang Hao, matematico, logico e filosofo cinese († 1995)
- 21 maggio - Jean Dewasne, pittore francese († 1999)
- 21 maggio - Ruth Langer, nuotatrice austriaca († 1999)
- 21 maggio - Annita Malavasi, partigiana italiana († 2011)
- 21 maggio - Andrés Mitrovic, cestista cileno († 2008)
- 21 maggio - Vito Rosa, politico italiano († 1990)
- 21 maggio - Andrej Dmitrievič Sacharov, fisico e attivista sovietico († 1989)
- 21 maggio - Prabhat Ranjan Sarkar, filosofo indiano († 1990)
- 21 maggio - Adriano Soldini, scrittore e saggista svizzero († 1989)
- 22 maggio - Jean Belver, calciatore francese († 2016)
- 22 maggio - Jacques Delachet, calciatore francese († 1994)
- 22 maggio - George S. Hammond, chimico statunitense († 2005)
- 22 maggio - Hans Ferdinand Linskens, botanico e genetista tedesco († 2007)
- 22 maggio - Bob Shaw, giocatore di football americano, allenatore di football americano e cestista statunitense († 2011)
- 23 maggio - James Blish, scrittore statunitense († 1975)
- 23 maggio - Grigorij Naumovič Čuchraj, regista e sceneggiatore russo († 2001)
- 23 maggio - Elio Lotti, cantante italiano († 2003)
- 23 maggio - Anna Afanas'evna Morozova, partigiana sovietica († 1944)
- 23 maggio - Georgij Grigor'evič Natanson, regista e drammaturgo sovietico († 2017)
- 23 maggio - Garland O'Shields, cestista statunitense († 2001)
- 24 maggio - Alexis Josic, architetto francese († 2011)
- 24 maggio - Vladimir Puškarëv, sollevatore sovietico († 1994)
- 24 maggio - Evgenija Maksimovna Rudneva, militare sovietica († 1944)
- 25 maggio - Hal David, poeta e paroliere statunitense († 2012)
- 25 maggio - Vittorio Gigliotti, ingegnere italiano († 2015)
- 25 maggio - Giorgio Orelli, scrittore, poeta e traduttore svizzero († 2013)
- 25 maggio - Jack Steinberger, fisico statunitense († 2020)
- 25 maggio - Francesco Tumiati, partigiano italiano († 1944)
- 25 maggio - Edward Vebell, schermidore statunitense († 2018)
- 26 maggio - Inge Borkh, soprano tedesco († 2018)
- 26 maggio - Ilka Gedő, pittrice e disegnatrice ungherese († 1985)
- 26 maggio - Walter Laqueur, storico e giornalista statunitense († 2018)
- 26 maggio - Manabendra Shah, principe, politico e diplomatico indiano († 2007)
- 26 maggio - Stan Mortensen, calciatore e allenatore di calcio inglese († 1991)
- 26 maggio - Mordecai Roshwald, scrittore e autore di fantascienza statunitense († 2015)
- 27 maggio - Caryl Chessman, criminale e scrittore statunitense († 1960)
- 27 maggio - Fosco Dinucci, politico e partigiano italiano († 1993)
- 27 maggio - Jetty Paerl, cantante olandese († 2013)
- 28 maggio - Nino Casiglio, scrittore e educatore italiano († 1995)
- 28 maggio - Heinz Günther Konsalik, scrittore e drammaturgo tedesco († 1999)
- 28 maggio - Salvatore La Marca, politico italiano († 1979)
- 28 maggio - Ampelio Sartor, canottiere italiano († 2000)
- 29 maggio - Alessandro Bausani, islamista, arabista e iranista italiano († 1988)
- 29 maggio - Alberto Ciampaglia, politico italiano († 2011)
- 29 maggio - Maurizio Ferrara, giornalista, politico e partigiano italiano († 2000)
- 29 maggio - Karen Hoff, canoista danese († 2000)
- 29 maggio - Dante Lerda, allenatore di calcio e calciatore italiano († 1996)
- 29 maggio - Margit Nagy-Sándor, ginnasta ungherese († 2001)
- 29 maggio - Enzo Plazzotta, scultore italiano († 1981)
- 30 maggio - Alarico Carrassi, politico italiano († 2006)
- 30 maggio - Mario Cordioli, calciatore italiano († 2005)
- 30 maggio - Maria Hasse, matematica tedesca († 2014)
- 30 maggio - Branko Mamula, ammiraglio e politico jugoslavo († 2021)
- 30 maggio - Olao Pivari, partigiano italiano († 1945)
- 30 maggio - Jamie Uys, regista sudafricano († 1996)
- 31 maggio - Aldo Aniasi, partigiano e politico italiano († 2005)
- 31 maggio - Rolly Marchi, giornalista e scrittore italiano († 2013)
- 31 maggio - Amos du Plooy, rugbista a 15, allenatore di rugby a 15 e dirigente sportivo sudafricano († 1980)
- 31 maggio - Goose Tatum, cestista e giocatore di baseball statunitense († 1967)
- 31 maggio - Bolek Tempowski, calciatore francese († 2008)
- 31 maggio - Alida Valli, attrice italiana († 2006)
- 31 maggio - Billy Walsh, calciatore irlandese († 2006)